# Thunbergia bianoensis
Thunbergia bianoensis är en akantusväxtart som beskrevs av De Wild. och Ledoux. Thunbergia bianoensis ingår i släktet thunbergior, och familjen akantusväxter. Inga underarter finns listade i Catalogue of Life.